# رودرس
رودرس (به هلندی: Roderesch) یک منطقهٔ مسکونی در هلند است که در نوردن‌فلد واقع شده‌است. رودرس ۳۴۶ نفر جمعیت دارد.